# Kalilah Enríquez
Kalilah Enríquez (sinh ngày 11 tháng 2 năm 1983) là một nhà báo và nhà thơ người Belize. Cô hiện đang cư trú tại Kingston, Jamaica, nơi cô đồng tổ chức chương trình phát thanh nổi tiếng về các vấn đề thời sự hiện nay, Nation Worldwide This Morning Lưu trữ ngày 1 tháng 9 năm 2017 tại Wayback Machine trên Nation News News Network.

## Như một nhà báo
Từ năm 2010 đến 2011, cô làm phóng viên phát sóng tại CVM TV ở Jamaica, nơi cô được biết đến với " câu chuyện lừa bịp" khét tiếng về một cậu bé ở thị trấn Tây Ban Nha dường như bị ám bởi một hồn ma, cũng như tin tức về lực lượng an ninh Jamaica. vào công viên Tivoli để tìm kiếm trùm ma túy có uy tín Christopher "Dudus" Coke.
Vào tháng 2 năm 2012, CVM TV đã phát sóng một bộ phim tài liệu do Enriquez sản xuất, có tựa đề " Man a Gallis: Jamaica Dancehall và HIV/AIDS", nhận được nhiều lời khen ngợi. Bộ phim tài liệu này cũng được phát sóng trên Kênh 7 ở Belize. Nó được tài trợ với một khoản trợ cấp từ Caribbean Broadcast Media Partners (CBMP) và được phân phối bởi họ.
Enriquez cũng từng làm người dẫn chương trình video trên kênh giải trí truyền hình cáp, Hype TV Lưu trữ ngày 4 tháng 2 năm 2012 tại Wayback Machine, nhà sản xuất cho Reggae Entertainment TV Lưu trữ ngày 21 tháng 1 năm 2012 tại Wayback Machine (RETV), và cũng là khách mời đóng góp cho tờ báo Jamaica Gleaner.
Trước khi định cư ở Jamaica, Enriquez là người dẫn chương trình Wake Up Belize Morning Vibes của KREM Radio cùng với Evan "Mose" Hyde.

## Là một nhà văn
Enriquez là tác giả của hai cuốn sách " Unettered", tuyển tập thơ xuất bản vào tháng 12 năm 2006 và " Shades of Red", một tập thơ gốc, truyện ngắn và tiểu luận xuất bản năm 2007. Cô đã là một độc giả nổi bật tại Lik It! Lễ hội thơ ở thành phố Belize, Se Sup'm Thơ ở Kingston và dự kiến sẽ đọc tại Lễ hội văn học Talking Tree Lưu trữ ngày 27 tháng 1 năm 2011 tại Wayback Machine tại Treasure Beach, Jamaica vào tháng 2 năm 2012. Vào năm 2014, cô đã giành được giải thưởng văn học khai mạc ở Mexico cho truyện ngắn "Reach Reach".
Luận văn thạc sĩ của cô, "Chủ nghĩa đế quốc văn hóa Jamaica? Kiểm tra sự thống trị của âm nhạc và ngôn ngữ Jamaica trên đài phát thanh Belizean "có sẵn tại thư viện của Đại học West Indies.

## Cuộc sống ban đầu
Enríquez sinh ra ở thành phố Belize, nhưng lớn lên và đi học ở Belmopan, Belize. Sau khi tốt nghiệp trường trung học toàn diện Belmopan, cô theo học trường Cao đẳng St. John's College ở thành phố Belize, sau đó để lại học bổng cho Đại học Fordham ở New York, nơi cô lấy bằng cử nhân Báo chí. Khi trở về Belize, cô gia nhập KREM Radio với tư cách là người dẫn chương trình tin tức của Vibes và KREM vào năm 2005. Cô ấy có dịp đóng góp cho Amandala. Sau đó, cô có bằng thạc sĩ về Nghiên cứu Truyền thông từ cơ sở Mona của Đại học West Indies ở Jamaica. Vào tháng 1 năm 2010, cô là người tổ chức buổi hòa nhạc và trợ giúp Telethon Haiti và Haiti, một chương trình lớn nhất từ trước đến nay ở Belize.
Kalilah là mẹ của một cô con gái.